# Jacques Hermant
Pour les personnes ayant le même patronyme, voir Hermant.
Jacques Hermant, parfois appelé Jacques-René ou René-Jacques Hermant, est un architecte français né le 7 mai 1855 à Paris où il est mort le 6 juin 1930.

## Biographie

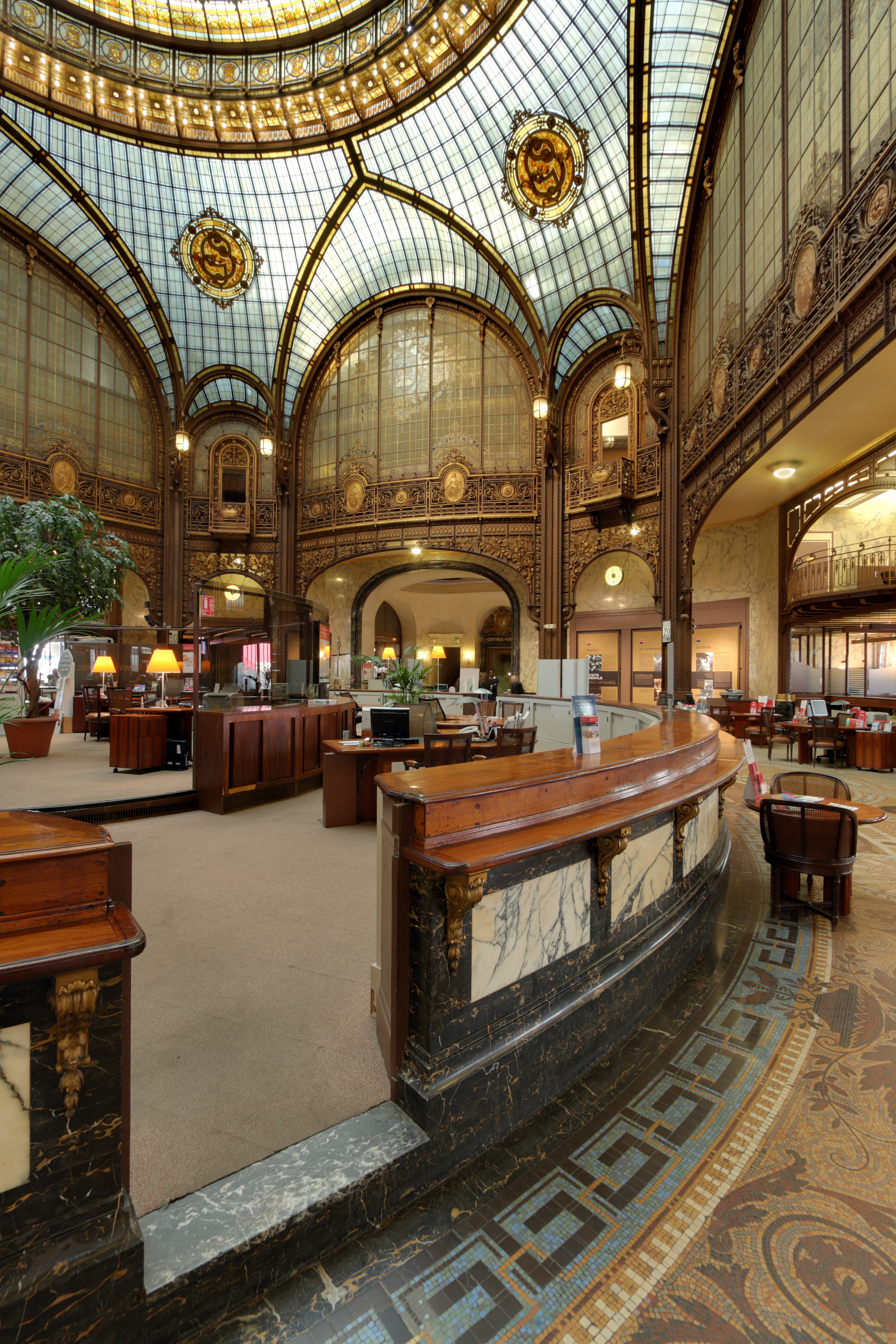
Verrière charpente métallique du siège parisien de la Société générale.

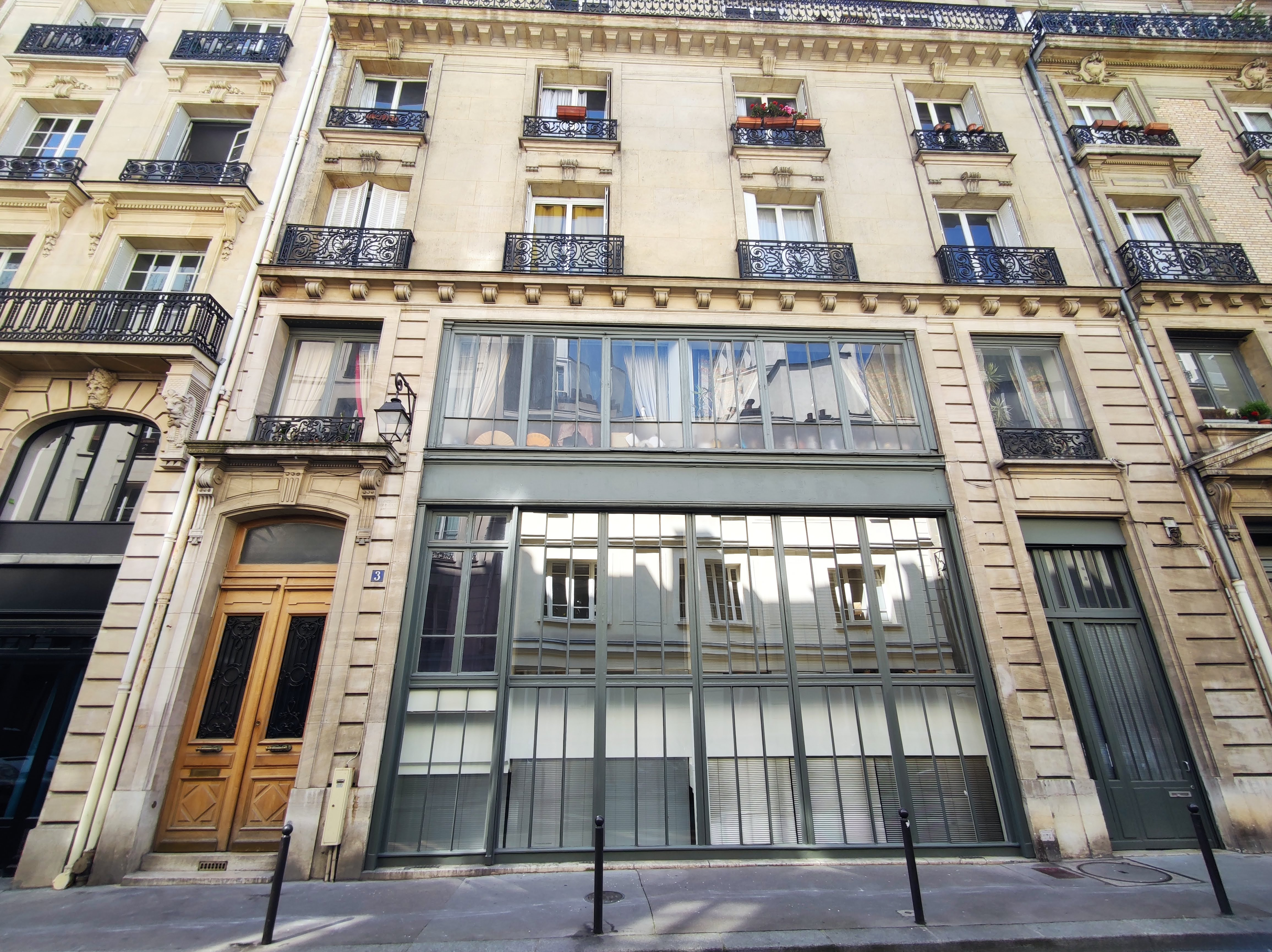
No 3, rue Ambroise-Thomas, Paris.

Fils de l'architecte Achille Hermant (1823-1903) de Léontine Marie Georges, il est le demi-frère de l'écrivain Abel Hermant.
Il est, parmi les architectes de la fin du XIXe siècle et du début du XXe siècle, un pionnier pour l'utilisation du béton armé dans la construction des bâtiments en participant aux travaux de la première Commission du ciment armé qui devait permettre la rédaction de l'Instruction ministérielle relative à l'emploi du béton armé de 1906.
Après avoir été l'élève de l'Ecole des Beaux-Arts de Paris (promotion 1874), où il enseigne par la suite, il est Architecte en chef de la Ville de Paris et du Gouvernement, président de la Société des architectes diplômés par le Gouvernement (1914-1920), membre de la Société des artistes français, membre du Conseil supérieur d'architecture de la Préfecture de la Seine ou encore membre du Conseil supérieur des HBM.
Veuf de Marianne Thérèse Heumann, il meurt le 6 juin 1930 en son domicile de 10 rue Alfred Roll, dans un immeuble qu'il avait construit, à Paris 17e. Après des obsèques célébrées le 10 juin 1930 en l'église Saint-François de Sales par le chanoine Edmond Loutil, il est enterré au Cimetière du Père-Lachaise.

## Principales réalisations

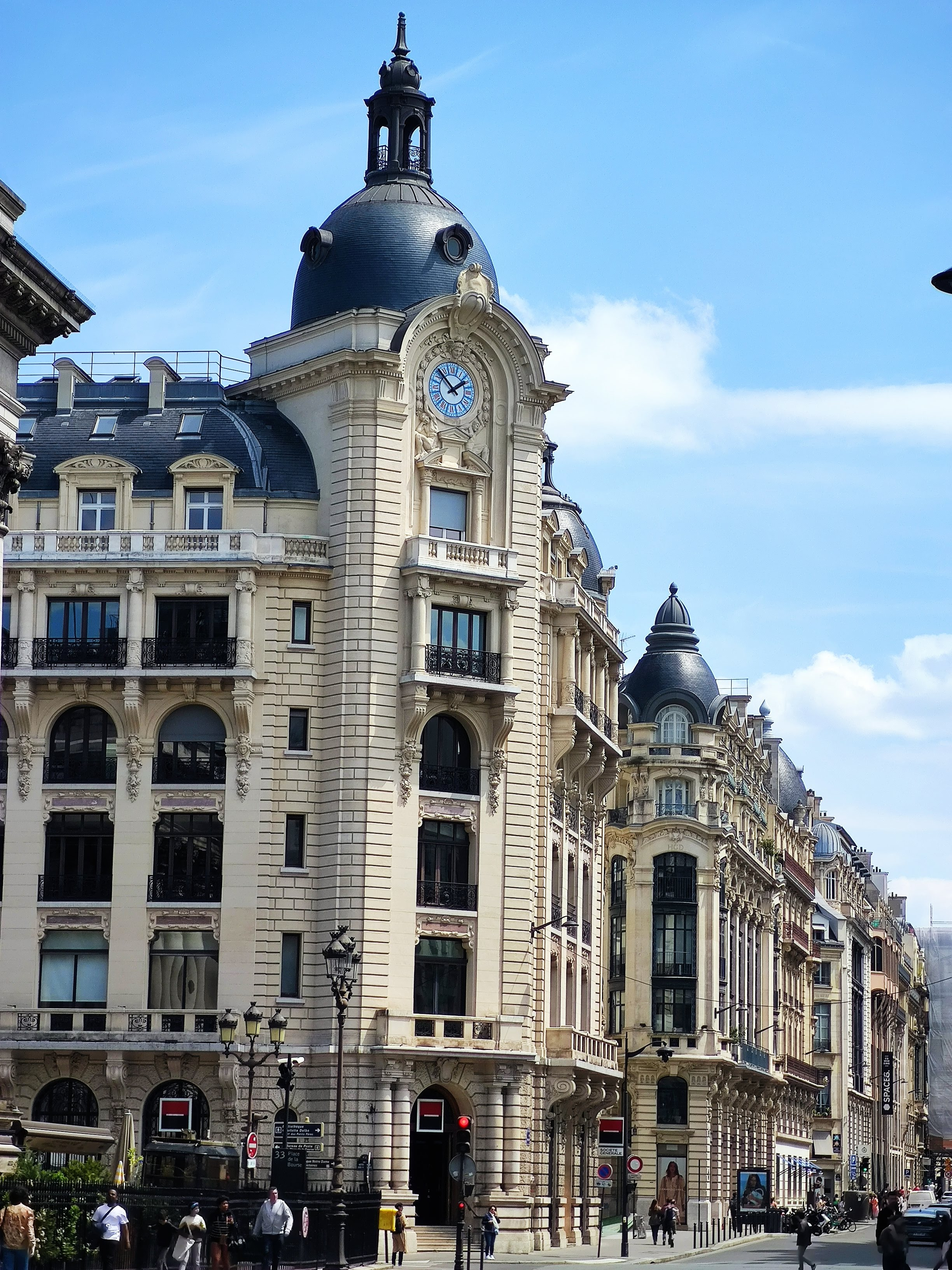
No 132, rue Réaumur, Paris.

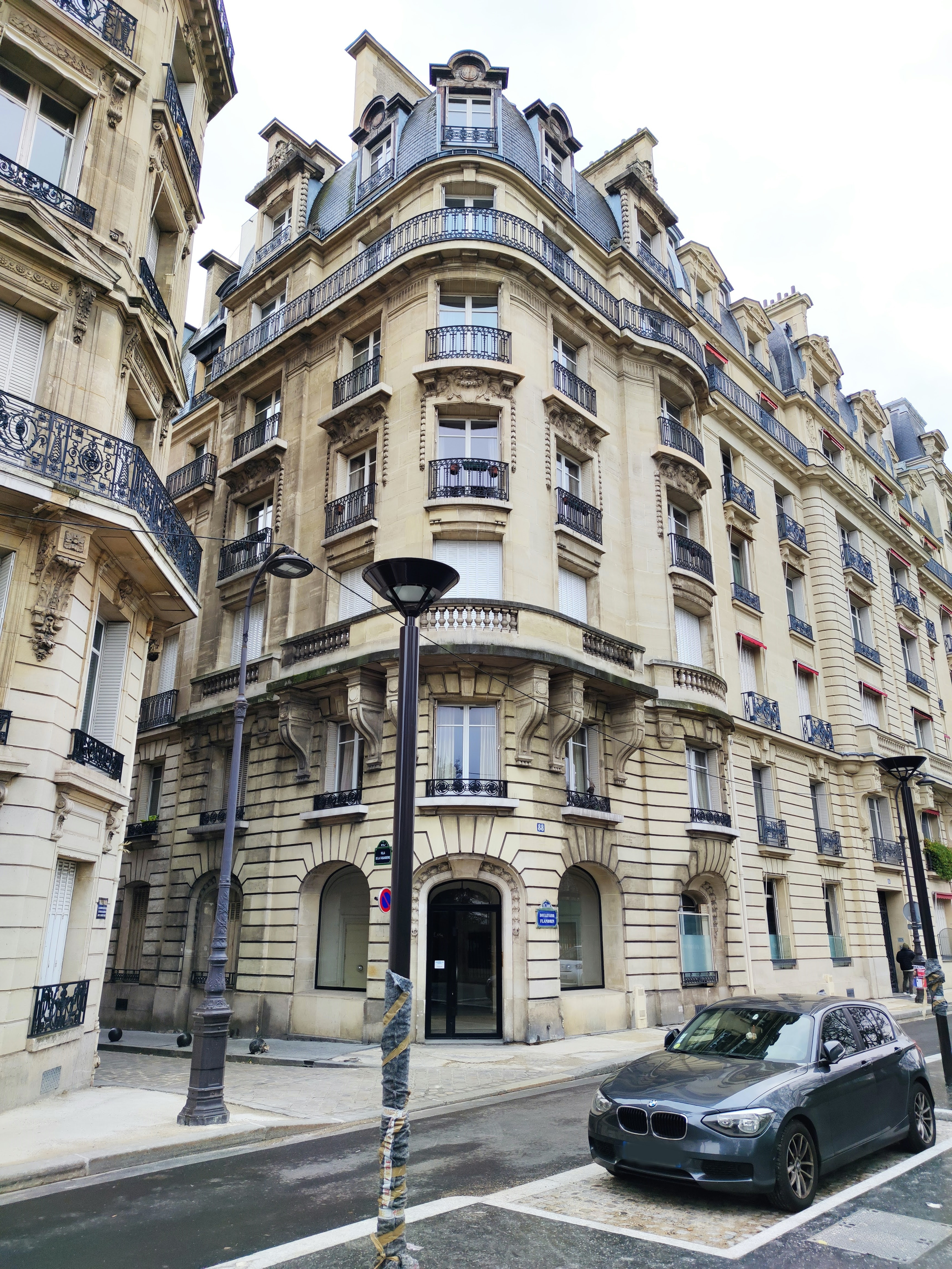
No 88, boulevard Flandrin, Paris.

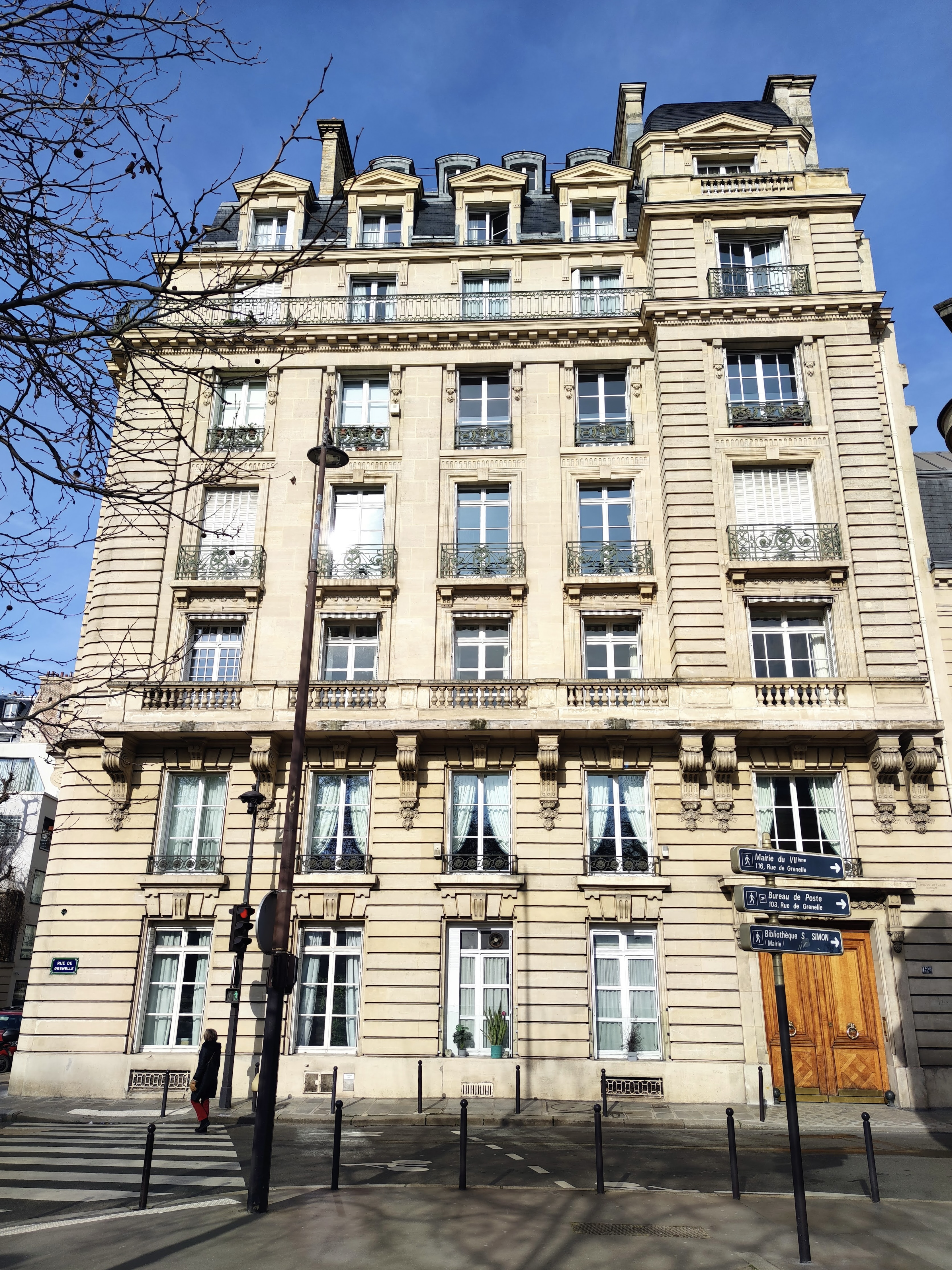
No 142 bis, rue de Grenelle, Paris.

- 1891-1902 : caserne des Célestins de la Garde républicaine, à Paris (4e) ;
- 1893 : groupe scolaire de la rue Championnet, à Paris (18e) ;
- 1893 : pavillon français à l'Exposition universelle de Chicago ;
- 1896 : lotissement de la rue Ambroise-Thomas, à Paris (9e) ;
- 1896 : immeuble 19-21, avenue Mac-Mahon (17e)[2] ;
- 1897-1901 : magasin Aux classes laborieuses, 85-87, rue Saint-Martin et 46-48, boulevard de Strasbourg (3e), avec Edmond Coignet ;
- 1897: pavillon français à l'Exposition Internationale de Bruxelles ;
- 1900 : palais du Génie civil et des Moyens de transports pour l'Exposition universelle, à Paris ;
- 1900 : château de Voisenon, en Seine-et-Marne ;
- 1901 : immeuble 132, rue Réaumur (2e) ;
- 1901-1902 : maison Victor-Luc, à Nancy ;
- 1903 : immeuble 88, boulevard Flandrin, à Paris (16e)[3] ;
- 1904 : galerie des Champs-Élysées, à Paris (8e) ;
- 1904-1905 : groupe d'immeubles aux 210 bis, 210 ter, 212, 212 bis, 212 ter, boulevard Pereire, 89 bis, 91, avenue des Ternes et 2, 4, 6 et 8, rue Waldeck-Rousseau (17e)[4] sur l'ancien emplacement d'un dépôt de la Compagnie générale d'omnibus ;
- 1905-1906 : immeuble 10, rue Georges-Berger, anciennement 10, rue Legendre, (17e)[5] ;
- 1905-1907 : salle Gaveau, salle de concert réalisée en béton armé, à Paris (8e) ;
- 1908 : immeuble 142 bis, rue de Grenelle (7e), signé en façade ;
- 1905-1911 : siège de la Société générale, à Paris (2e) ;
- 1911-1913 : siège des Dames françaises (Croix-Rouge française), 12, rue Gaillon, à Paris (2e) ;
- 1914 : immeuble 10, rue Alfred-Roll, anciennement 26, rue Alphonse-de-Neuville, (17e)[6] ;
- 1924 : hôtel particulier 24 bis, rue du Bois-de-Boulogne[7], à Neuilly-sur-Seine.

## Distinctions
- 1880 : Second grand prix de Rome
- 1889 : Médaille d'or et d'argent Exposition universelle de 1889
- 1900 : Grand Prix Exposition universelle de 1900
- 1901 : Médaille du Concours de façades de la ville de Paris
- 1906 : Médaille du Concours de façades de la ville de Paris
- 1929 : Commandeur de la Légion d’honneur